# Xie (empereur)
Pour les articles homonymes, voir Xie.
Xie (泄) ou Di Xie (帝泄), aussi appelé Shi (世), fut le dixième roi de la dynastie Xia. Il régna de la capitale Laoqiu de -1996 à -1980.